# Dallas Tornado 1973
Questa pagina raccoglie i dati riguardanti il Dallas Tornado nelle competizioni ufficiali della stagione 1973.

## Stagione
La rosa dei Tornado rimase pressoché invariata, anche se è da segnalare il ritorno dello jugoslavo Ilija Mitić, che sarà poi capocannoniere della squadra e del torneo, a pari merito con Warren Archibald dei Miami Toros, con dodici reti segnate. Inoltre la squadra si americanizzò perché molti dei giocatori europei in rosa, compreso il già citato Mitić, saranno naturalizzati statunitensi nel corso dell'anno e convocati nella nazionale stelle e strisce.
La squadra, dopo aver vinto la Southern Division, raggiunse la finale del torneo perdendola contro gli esordienti dei Philadelphia Atoms.

## Organigramma societario
Area direttiva
Area tecnica
- Allenatore: Ron Newman
- Trainer: Neil Cohen

## Rosa
| N. |                        | Ruolo | Calciatore     |
| -- | ---------------------- | ----- | -------------- |
| 1  | Inghilterra (bandiera) | P     | Ken Cooper     |
| 2  | Stati Uniti (bandiera) | D     | Jim Benedek    |
| 3  | Galles (bandiera)      | D     | John Collins   |
| 4  | Stati Uniti (bandiera) | D     | John Best      |
| 5  | Stati Uniti (bandiera) | D     | Dick Hall      |
| 6  | Stati Uniti (bandiera) | C     | Roy Turner     |
| 7  | Inghilterra (bandiera) | C     | Bob Ridley     |
| 8  | Inghilterra (bandiera) | A     | Nicky Jennings |
| 9  | Brasile (bandiera)     | A     | Luiz Juracy    |
| 10 | Stati Uniti (bandiera) | A     | Ilija Mitić    |
| 11 | Stati Uniti (bandiera) | A     | Mike Renshaw   |

| N. |                           | Ruolo | Calciatore         |
| -- | ------------------------- | ----- | ------------------ |
| 12 | Stati Uniti (bandiera)    | A     | Kyle Rote Jr.      |
| 12 | non conosciuta (bandiera) | A     | Carl Rotejn        |
| 13 | Argentina (bandiera)      | D     | Julio Luis Alas    |
| 14 | Inghilterra (bandiera)    | D     | Bobby Moffat       |
| 15 | Stati Uniti (bandiera)    | A     | Otey Cannon        |
| 15 | Ghana (bandiera)          | C     | Mohammad Attaih    |
| 16 | Stati Uniti (bandiera)    | P     | Gary Allison       |
| 17 | Inghilterra (bandiera)    | A     | Ray Bloomfield     |
| 18 | non conosciuta (bandiera) | C     | Eduardo Costantino |
| 18 | Inghilterra (bandiera)    | A     | Richard Reynolds   |